# 工程領域中的女性

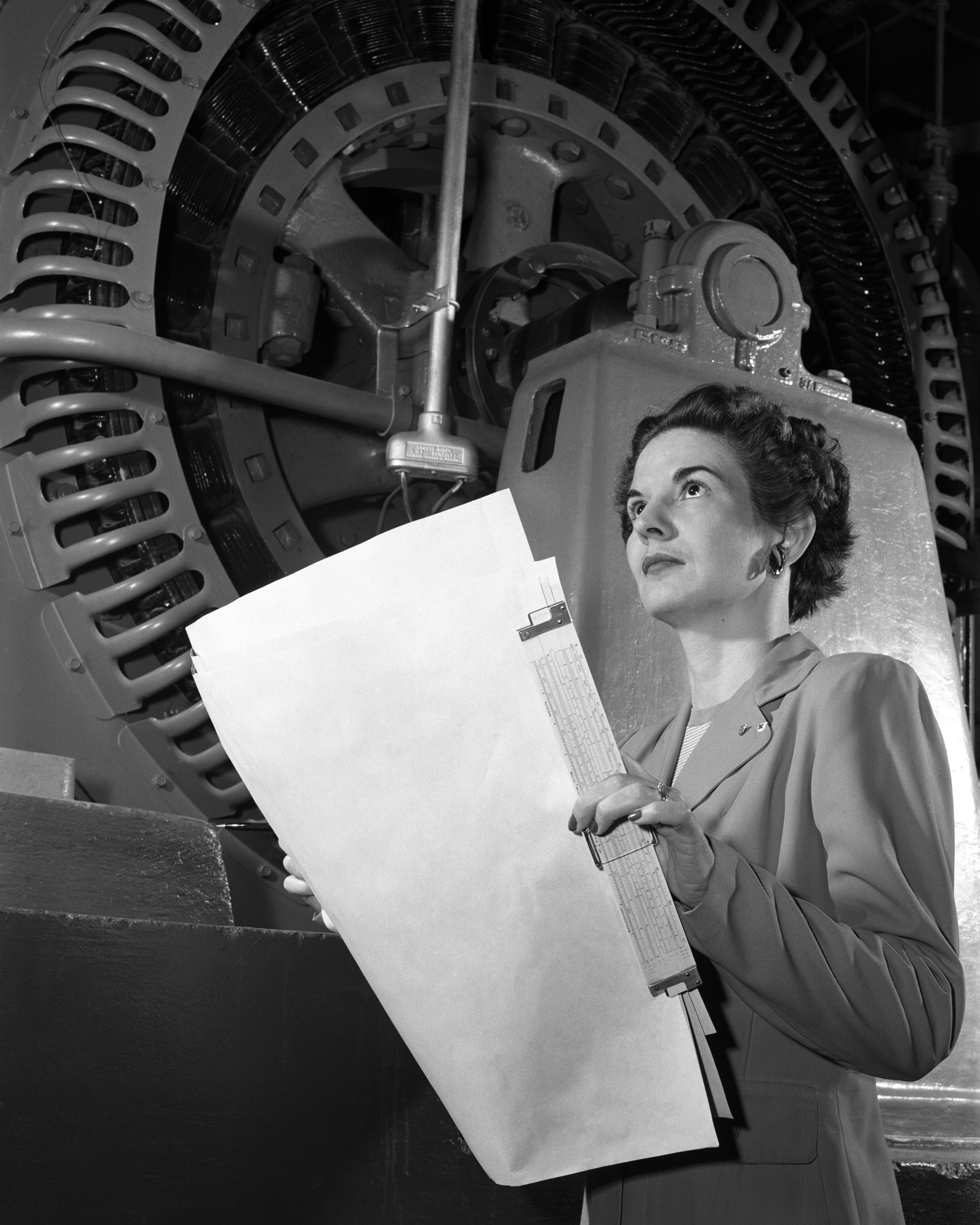
女性電氣工程師

女工程师（英語：Women Engineer）是指那些在工程专业领域的女性，他们使用科学知识来驾驭技术以解决实际问题，并以此为职业。

## 定義
女工程師和女科學家（women scientists）往往容易混淆，科學家努力探索大自然，以便發現一般性法則（general principles），工程師則遵照此既定原則，從而在數學和科學上，解決了一些技術問題。科学家探索世界以发现普遍法则，但工程师使用普遍法则以设计实际物品。科學家研究東西，工程師建立東西，這一想法，可視為表達這句話，"科學家們問為什麼，工程師問為什麼不能呢？"（"Scientists ask why, engineers ask why not?"）。
工程師的稱謂通常只用於在工程學其中一個範疇持有學術性學位或相等工作經驗的人士。在歐洲大陸一些國家，女工程師稱謂的使用被法律所限制，必須用於持有學位的女性，而其他沒有學位的人士使用，屬於違法。在美國大部份州及加拿大一些省份亦有類似法律存在，通常只有在專業工程考試取得合格才可被稱為工程師，而法律的範圍一般只在蓄意欺詐的情況下才會執行。
技术专家（technologist）一词有时与工程师同义，该词是由技术（Techno-）和后缀（-ologist）组成，意思是研究技术的人，此名稱一般在歐洲大陸一些有規管工程師名稱使用的國家中被使用，因為未受法律管制。在一些拉丁國家，technologist只是在工程師與技術員之間的專業資格。

## 歷史
在電腦發展的早期，有許多女工程師，例如愛達·勒芙蕾絲、葛麗絲·霍普。在二戰期間的美國，因為男性被徵兵，許多工業雇用了大量物理學或數學學歷的女性，也和許多大學合作推出針對女性的工科訓練課程。主要的工作內容包括設計和建造飛機以及電子數值積分計算機。至二戰結束後，冷戰造成工程師繼續供不應求，社會仍認為坐在辦公室寫程式是文書工作的延伸，是女性擅長的工作。同時，因為越來越多大學招收女學生，女工程師雖然收入低於男工程師，數量仍持續增加。
女工程師發明了許多重要的程式設計技巧，例如斷點。
然而，在1980年代之後，女工程師開始快速被男工程師取代。當時觀察到此現象的女工程師提出下列四個可能成因：電腦遊戲發展為針對男性市場、許多人把電腦和駭客、書呆子、或反社會人格連結起來、性別歧視、以及大學教授多為男性，女性缺少榜樣。
然而即使如此，仍有許多女工程師繼續在工程領域作出重要貢獻，例如包括芭芭拉·利斯科夫、周以真等人。

## 就業和職場對待
2017年聯合國教科文組織指出，全世界學士和碩士畢業生女性佔53%，博士中女性佔43%，但只有 28% 的研究人員是女性，尤其在工程和計算機科學方面的參與仍然大大落後於男性，許多高收入國家的情況更為嚴重。英國《金融時報》的分析显示，人們对男女从事科学相关职业有不同的态度，影响女性选择职业，导致女性错过高收入职业。
在台灣，只有約六成工程師認為男女主管的領導能力沒差異，女工程師升遷比男工程師難，女生要更努力證明能力才能獲得肯定或升遷。2020年，竹科女員工數創9年新低，本身也是女工程師出身的時代力量副秘書長高鈺婷認為新竹幼托設施不足是主因。

## 流行文化
2016年的美國電影描述1960年代三名非裔女工程師在NASA的工作，在第89屆奧斯卡金像獎獲提名最佳影片。2019年瑪莉·羅比奈·寇沃的科幻小說《計算之星》（The Calculating Stars）也描寫平行時空的1950年代，女工程師在NASA的工作，獲得星雲獎最佳長篇小說獎和雨果獎最佳長篇小說。